# Ibn Arabi
Abū ʿAbd Allāh Muḥammad ibn ʿAlī ibn Muḥammad ibnʿArabī al-Ḥātimī aṭ-Ṭāʾī (en árabe: أبو عبد الله محمد بن علي بن محمد بن عربي الحاتمي الطائي; Murcia, 28 de julio de 1165 – Damasco, 16 de noviembre de 1240), más conocido como Ibn Arabi, Abenarabi y Ben Arabi, fue un místico sufí, filósofo, poeta, viajero y sabio musulmán andalusí. Sus importantes aportaciones en muchos de los campos de las diferentes ciencias religiosas islámicas le han valido el sobrenombre de Vivificador de la religión (en árabe: محيي الدين, Muhyi al-Din) y El más grande de los maestros (en árabe: الشيخ الأكبر, as-Sheij al-Akbar).

## Biografía
Nació en Murcia en 1165, de padre murciano y madre bereber, en la calle Cubos, muy próximo a la mezquita mayor o aljama de Murcia.
Cuando muere el llamado Rey Lobo en 1172, la ciudad de Murcia cae en manos de los almohades, de modo que Ibn Arabi, con sus padres y sus dos hermanas se traslada a Sevilla. Sus estudios literarios juveniles transcurrieron entre Lora del Río y Carmona. Tuvo a dos grandes maestras, dos místicas sufíes, Fátima de Córdoba y Shams de Marchena, por las que mostró un gran reconocimiento.
El ansia de saber condujo a Ibn Arabi a una vida viajera, recorriendo primero su al-Ándalus natal y luego el norte de África visitando a los diferentes grupos sufíes. Más tarde visitó El Cairo y Jerusalén. Después de pasar dos años de emociones espirituales en La Meca, decidió continuar su viaje por Bagdad, Mosul, Konya (antigua capital del Sultanato de Rum y ciudad de la actual Turquía) y Damasco, donde finalmente se estableció durante 17 años hasta su muerte. Su tumba, en la que después fueron enterrados dos de sus hijos, aún se conserva y es lugar de peregrinación para el Islam. Sobre su tumba, el Imperio Otomano edificó una madrasa en la que se guarda su sepulcro.

### Familia
La ascendencia materna de Ibn ʿArabī era bereberes norteafricanos. En su Futūḥāt al-Makkīyah, escribe sobre un tío materno fallecido, Yahya ibn Yughan al-Sanhaji, un príncipe de Tlemcen que abandonó la riqueza por una vida ascética tras encontrarse con un místico sufí. Mientras que su ascendencia paterna procedía de Yemen y pertenece a una de las estirpes árabes más antiguas de Andalucía. Sus antepasados paternos emigraron muy pronto a Andalucía, probablemente durante la segunda oleada de la conquista musulmana de la península ibérica.
Su padre, 'Ali ibn Muḥammad, sirvió en el ejército de Ibn Mardanīsh, gobernante de Murcia. Cuando Murcia cayó en manos del Califato Almohade en 1172, Ibn Mardanīsh no sobrevivió a la derrota y murió en la batalla, lo que llevó a su padre a jurar lealtad al califa almohade Abū Ya'qūb Yūsuf I. Por aquel entonces Ibn ʿArabī sólo tenía 7 años, y su familia se trasladó de Murcia a Sevilla para servir al nuevo gobernante.

Ibn ʿArabī tuvo tres esposas. Se casó con Maryam, una mujer de familia influyente, cuando aún era un joven adulto y vivía en Andalucía. Maryam también compartía su aspiración de seguir el camino sufí, según cita Austin en Sufíes de Andalucía: 
"Mi santa esposa, Maryam bint Muhammad binti Abdun, dijo: 'He visto en sueños a alguien a quien nunca he visto en carne y hueso, pero que se me aparece en mis momentos de éxtasis (espiritual). Me preguntó si aspiraba a la Vía, a lo que respondí que sí, pero que no sabía por qué medio llegar a ella. Entonces me dijo que llegaría a ella a través de cinco cosas: confianza, certeza, paciencia, resolución y veracidad". Así me ofreció su visión (para mi consideración) y le dije que ése era, en efecto, el método de los Folk (sufíes). Yo mismo nunca he visto a nadie con ese grado de experiencia mística."
 Cuando Ibn ʿArabī permaneció en Anatolia durante varios años, según diversas fuentes árabes y persas, se casó con la viuda de Majduuddin y se hizo cargo de la educación de su joven hijo, Sadruddin al-Qunawi.  Ibn ʿArabī también mencionó en sus escritos a su tercera esposa, la madre de su hijo Imāduddin, a quien legó el primer ejemplar de Futūḥāt al-Makkīyah.

## Pensamiento

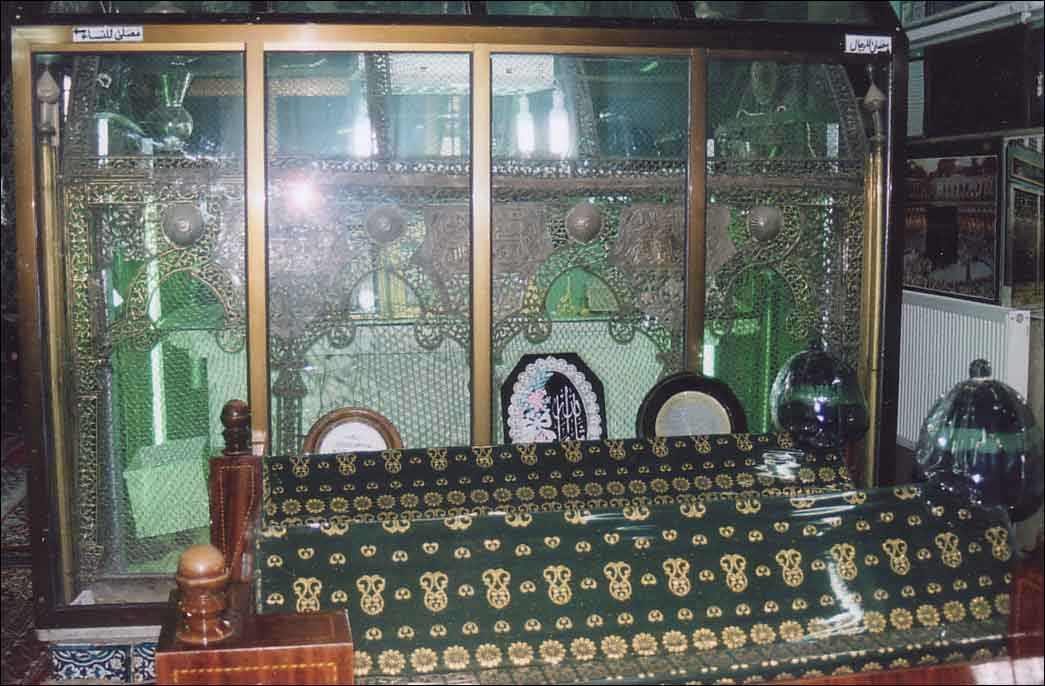
Tumba de Ibn 'Arabi en Damasco (Siria).

Aunque los estudios orientalistas españoles lo han relacionado con la escuela de Ibn al-Arif (Abenalarif), y lo consideraron inicialmente más un filósofo que un sufí, los maestros sufíes de muchas órdenes desde hace siglos lo han considerado como un gran maestro conocedor por 'experiencia (espiritual) directa', al que incluso han dado el calificativo de Sheij al Akbar, "el más grande de los maestros". En la literatura académica occidental contemporánea, en esa línea, los estudios de su obra llevados a cabo por autores como Michel Chodkiewicz, William Chittick, Denis Gril y en España por Pablo Beneito, muestran claramente que su contacto con las escuelas aristotélicas de Alfarabi y Averroes o la filosofía neoplatónica de la escuela de Ibn Hazm fue muy superficial.
Su obra es, ante todo, de carácter gnóstico-religiosa; sus críticas al entendimiento meramente externo y árido de la religión e incluso a la filosofía misma son abundantes en su obra. Pero es evidente que no es un simple "místico": el contenido metafísico de su obra abarca desde la interpretación gnóstico-sapiencial de la Sharia (Ley Islámica) - siempre con una cierta visión zahirí como la de Ibn Hazm, pero a la que supera ampliamente - hasta una cosmología basada en la revelación divina y de su unicidad (que fue bautizada por sus sucesores como la "Unicidad de la Existencia" o Wahdat al-wuyud en árabe). 
La doctrina de Ibn Arabi abunda en el carácter absoluto de Alá como unidad suprema. Esta niega cualquier tipo de analogía entre Él y lo creado - por lo tanto escapando del panteísmo que le han adscrito algunos - pero también desarrollando una compleja relación de lo creado con el Creador, del que es una expresión de sus diferentes Nombres y Atributos (Allahu al-asma al-husna), que inició Sahl al-Tustari. Esta radical separación de Alá y su creación impide su conocimiento racional como Esencia, pero no impide su conocimiento a través del develamiento, es decir, de la certificación o Realización de la Realidad (Haqq) de las cosas, que no es otro que Alá. Con Ibn Arabi el sufismo alcanza el desarrollo más refinado de la expresión de su elaboración teórica.
Al igual que los neoplatónicos, Ibn Arabi aplica una escala jerárquica de géneros y especies entre la no existencia al ser creador, que se relaciona a su vez con su idea del amor también compuesto de una serie de grados que van desde la simpatía o inclinación hasta el puro amor.

### Primera Visión

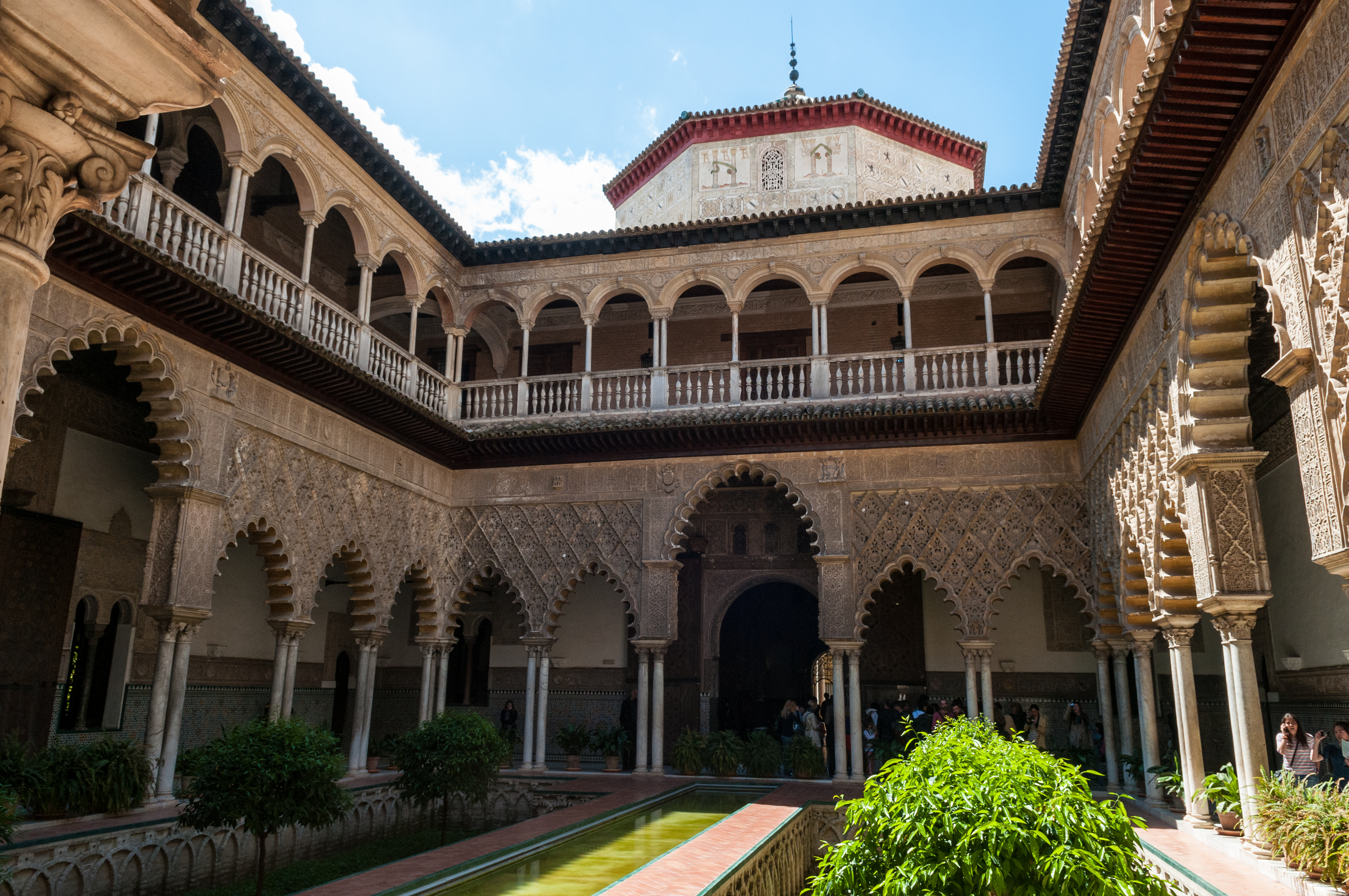
Sevilla, donde Ibn Arabi pasó la mayor parte de su vida y educación

Ibn ʿArabī creció en la corte reinante y recibió formación militar. Según confesó en al-Futuhat al-Makkiyya, prefería jugar en el campamento militar con sus amigos antes que leer un libro. Sin embargo, fue en su adolescencia cuando experimentó su primera visión (fanā); y más tarde escribió sobre esta experiencia como "la diferenciación de la realidad universal comprendida por esa mirada".
Su padre, al notar un cambio en él, se lo había comentado al filósofo y juez Ibn Rushd (Averroes), quien pidió conocer a Ibn Arabi. Ibn Arabi dijo que a partir de este primer encuentro, había aprendido a percibir una distinción entre el conocimiento formal del pensamiento racional y las percepciones reveladoras de la naturaleza de las cosas. Entonces adoptó el sufismo y dedicó su vida al camino espiritual. Cuando más tarde se trasladó a Fez, en Marruecos, Mohammed ibn Qasim al-Tamimi se convirtió en su mentor espiritual. En 1200 se despidió de uno de sus maestros más importantes, Shaykh Abu Ya'qub Yusuf ibn Yakhlaf al-Kumi, que entonces vivía en la ciudad de Salé. 

## Obra

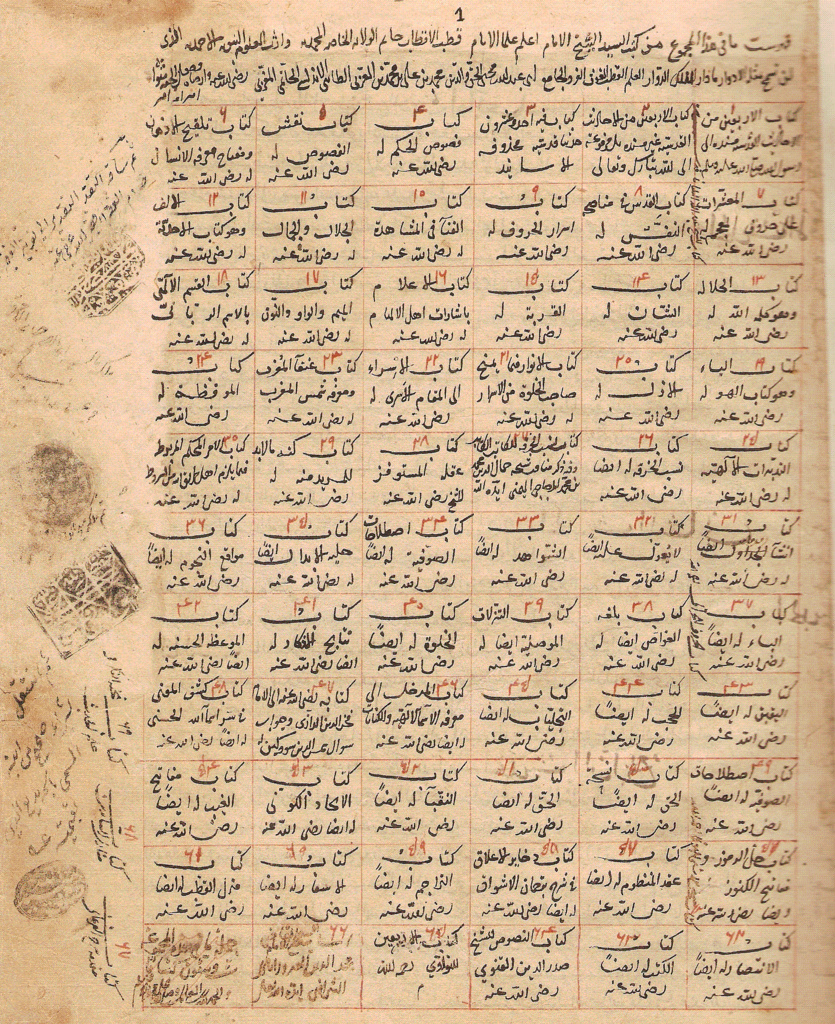
Listado medieval de las obras de Ibn Arabi.

Sus obras se cifran en más de 200. Osman Yahya las ha catalogado, ha editado algunas de ellas y ha desmentido algunas atribuciones de obras como la epístola de la Unidad o el Núcleo del núcleo. 
Su obra más importante es el al-Futuhat al-Makkiyya, traducido habitualmente como Las Iluminaciones de la Meca o Las Revelaciones de la Meca, que es un compendio de metafísica islámica, aunque abarca la mayoría de las ciencias tradicionales islámicas en sus más de 3000 páginas. 
Su otra obra de importancia es el Fusus al-Hikam (Los Engarces de la Sabiduría), síntesis de su pensamiento metafísico, de la unidad de las creencias y de profetología en el Islam. 
Otras obras destacadas:
- Libro del Tesoro de los amantes, Kitāb Dajā'ir al-a'lāq
- Libro de la Política Divina, Kitāb al-tadbīrāl al-Ilāhiyya
- Libro del descenso de los astros, Kitāb mawāqi' al-nuyūm
- Libro del Viaje místico, Kitāb tuhfat al-safara
- Epístola del precepto obligatorio, Risālat al-Amr al-muhkam
- Epístola de las luces, Risālat al-anwār
- El gran Diwan Al-Diwan al-akbar
- El intérprete de los deseos, Taryuman al-ashwaq.
- La contemplación de los Misterios
- El divino gobierno del reino humano
- El esplendor de los frutos del viaje
- Los engarces de las sabidurías
- Tratado de la unidad
- Libro de la extinción en la contemplación
- El Árbol del Universo (atribución discutida).
- La maravillosa vida de Du-l-Nun el Egipcio
- El núcleo del núcleo (atribución falsa)
- El secreto de los nombres de Dios
- El tratado de la unidad (atribución falsa).

## Edición en castellano
- El esplendor de los frutos del viaje. Edición y traducción Carlos Varona Narvión. El Árbol del Paraíso 60. Madrid: Ediciones Siruela. 2008. ISBN 978-84-9841-213-0.
- El libro de la extinción de la contemplación. Málaga: Editorial Sírio. 2007. ISBN 978-84-7808-542-2.
- Los sufíes de Andalucía. Málaga: Editorial Sírio. 2007. ISBN 978-84-7808-553-8.
- Textos sobre el ayuno de Ibn Arabi. Madrid: Mandala ediciones. 2005. ISBN 978-84-88769-86-2.
- La taberna de las luces: poesía sufí de Al-Ándalus y el Magreb (del siglo XII al siglo XX). Murcia: Editora regional de Murcia. 2004. ISBN 978-84-7564-279-6.
- El divino gobierno del reino humano. Lo que necesita el buscador. Tratado sobre el Uno y Único. Córdoba: Almuzara. 2004. ISBN 978-84-933901-0-5.
- Tratado de la unidad y otros textos sufíes. Palma de Mallorca: José J. de Olañeta. 2004. ISBN 978-84-9716-338-5.
- Las contemplaciones de los misterios. Murcia: Editora regional de Murcia. 2003. ISBN 978-84-7564-265-9.
- El intérprete de los deseos: Taryuman Al-Aswaq. Murcia: Editoria regional de Murcia. 2002. ISBN 978-84-7564-241-3.
- Tratado de la unidad. Barcelona: Índigo. 2002. ISBN 978-84-89768-67-3.
- Las iluminaciones de la meca: textos escogidos. Madrid: Ediciones Siruela. 1996 (1ª edición, 3ª impresión). ISBN 84-7844-309-6.
- Los engarces de la sabiduría. Madrid: Ediciones Hiperión. 1991. ISBN 84-7517-332-2.
- Ibn Arabi & Zaydun, Ibn (1988). Casidas de amor profano y místico. México: Porrua. ISBN 978-968-08-6402-7.